# Bassotu
Bassotu è una circoscrizione mista (mixed ward) della Tanzania situata nel distretto di Hanang, regione del Manyara. Conta una popolazione di 24 527 abitanti (censimento 2012).